# Roman Pietrzak
Roman Pietrzak (ur. 25 lipca 1963 w Nowym Targu) – polski rzeźbiarz, pedagog, profesor Akademii Sztuk Pięknych w Warszawie i Polsko-Japońskiej Akademii Technik Komputerowych w Warszawie.
W roku 1983 ukończył Państwowe Liceum Technik Plastycznych w Zakopanem. W latach 1984–1990 studiował na Wydziale Rzeźby Akademii Sztuk Pięknych w Warszawie. Pracę dyplomową wykonał w pracowni prof. Stanisława Słoniny w 1990 roku. W latach 1992–1993 studiował w Królewskiej Akademii Sztuk Pięknych w Brukseli.

## Wybrane wystawy i udziały w wystawach[2]
- 1988 – kawiarnia „Krokodyl” – Warszawa – wystawa indywidualna
- 1990 – Muzeum Akademii Sztuk Pięknych „Pokaz osobny”, Biennale Humoru i Satyry – Gabrowo (Bułgaria)
- 1991 – Aula Akademii Sztuk Pięknych w Warszawie – wystawa indywidualna
- 1992 – Olimpijski Konkurs Sztuki – Warszawa, I nagroda – Galerie Rektorsken – Dieburg (Niemcy)
- 1993 – Konkurs na Statuetkę Miasta Leszna, I nagroda, Konkurs na Pomnik Jana Kiepury – Sosnowiec
- 1994 – Grand Palais Tour Eiffel, Paryż, Francja – Solar da Praga de Santa Maria Obidos – (Portugalia) – Galerie Trigon – Darmstadt – (Niemcy) – wystawa indywidualna
- 1995 – seminarium „Najlepsze dyplomy 1990–1995” – Orońsko
- 1997 – Mała Aula Akademii Sztuk Pięknych – wystawa indywidualna
- 1998 – Wałbrzyska Galeria Sztuki BWA „Zamek Książ”, Wałbrzych – Otwockie Centrum Kultury-XI Biennale Małych Form Rzeźbiarskich, Poznań 1998 – III Jesienny Salon Plastyki-Ostrowiec Świętokrzyski
- 1999 – BWA Ciechanów – wystawa indywidualna – realizacja rzeźby dla cmentarza południowego miasta Warszawy
- 2000 – ZPAP Warszawa – galeria „Lufcik” – Galeria „ADI ART” – Łódź – „Portret Romana Polańskiego”.
- 2002 – Międzyzdroje – „W kręgu ASP”
- 2002 – Galeria „ADI ART.” – Łódź – wystawa indywidualna
- 2002 – Miejska Galeria Sztuki – Zakopane – „Wystawa Absolwentów”
- 2003 – Nizio Gallery – Warszawa
- 2003 – BWA Puławy – wystawa indywidualna
- 2003 – galeria Zepter – Warszawa
- 2003 – Galeria ZPAP „Pryzmat” – Kraków
- 2004 – Muzeum „Królikarnia” – Warszawa – „Forma człowieka”
- 2006 – „Rzeźba kameralna” – Warszawa „Galeria Zapiecek”
- 2006 – „Wokół Akademii” – Warszawski Festiwal Sztuk Pięknych
- 2006 – VI triennale sztuki sacrum – Częstochowa – Miejska Galeria Sztuki
- 2007 – „Magiczna i industrialna” spichlerz przy Kazimierza Wielkiego – Płock
- 2007 – „Portrety” – Bemowskie Centrum Kultury Warszawa
- 2007 – „Targi sztuki” – Sztokholm
- 2007 – udział w konkursie na pomnik B. Leśmiana – Zamość
- 2007 – wystawa pokonkursowa projektów pomnika B. Leśmiana – Zamość
- 2008 – „Dokonało się” Galeria na emporach” – Warszawa
- 2008 – „Pontyfikat” ’ Galeria na emporach” – Warszawa
- 2008 – „Powstanie sztuki” – Mazowieckie Centrum Sztuki Współczesnej „Elektrownia” – Radom
- 2008 – „Wystawa Pracowników Wydziału Rzeźby” – Mała Galeria – Nowy Sącz
- 2009 – „Wystawa Pracowników Wydziału Rzeźby” – Galeria na Strugu – Zakopane
- 2009 – „Wystawa Pracowników Wydziału Rzeźby” – Galeria na Zamku – Sucha Beskidzka
- 2009 – „My i reszta świata” Galeria Jatki – Nowy Targ
- 2009 – „Narodzenie” Galeria na emporach – Warszawa
- 2009 – „Szukając prawdy” Miejska Biblioteka Publiczna – Węgrów
- 2010 – „Wobec przestrzeni” Centrum Promocji Kultury – Praga Południe-Warszawa
- 2011 – udział konkursie na projekt i wykonanie tablic upamiętniających bohaterów „Solidarności” Gdańsk
- 2011 – wyróżnienie w konkursie na projekt nagrody gospodarczej – Kancelaria Prezydenta Rzeczypospolitej – Warszawa
- 2011 – „Rzeźba warszawskiej ASP” „Kasztel w Szymbarku”
- 2011 – „Galeria Strug” – Zakopane
- 2011 – „Bemowskie Centrum Kultury” – Warszawa
- 2012 – „Centrum Promocji Kultury Praga Południe” – Warszawa
- 2012 – „Galeria Polskiego Komitetu Olimpijskiego” – Warszawa
- 2013 – „Galeria Medium” PJWSTK – Warszawa
- 2013 – „Instytut Polski w Niemczech” – Drezno (Niemcy)
- 2014 – Rzeźba zaściankowa na dziedzińcu ASP[3]